# Резолюция Совета Безопасности ООН 91
Резолюция 91 Совета Безопасности Организации Объединённых Наций была принята 30 марта 1951 года. Резолюция была частью безуспешной попытки ООН (с1949 года по 1958 год) организовать референдум в Джамму и Кашмир (зоне конфликта между Индией и Пакистаном). За это время Индия воспользовалась присутствием своих войск и изменила ситуацию путём создания правительства Джамму и Кашмира. Резолюция отвергла создание Индией Конституционной ассамблеи.
В резолюции отмечался доклад сэра Оуэна Диксона, представителя Организации Объединённых Наций по Индии и Пакистану, в котором говорится, что основные различия в подготовке штата Джамму и Кашмир к проведению плебисцита заключаются в процедуре и степени демилитаризации, степени контроля за осуществлением функций правительства, необходимых для обеспечения свободного и справедливого плебисцита.
Совет принял отставку сэра Диксона и выразил ему свою признательность за его выдающиеся способности и преданность делу. Затем совет поручил заместителю сэра Диксона отправиться на субконтинент и после консультаций с правительствами Индии и Пакистана осуществить демилитаризацию штата Джамму и Кашмир на основе комиссии Организации Объединённых Наций для Индии и Пакистана и призвал стороны в полной мере сотрудничать с представителем ООН в осуществлении демилитаризации.
Затем совет поручил новому представителю Организации Объединённых Наций отчитаться в течение трёх месяцев, и если он не сможет добиться демилитаризации или хотя бы получить её план, то представитель доложит Совету о тех разногласиях, которые необходимо будет разрешить для осуществления демилитаризации. Затем Совет призвал стороны согласиться на арбитраж по всем неразрешённым разногласиям, в случае неуспеха представитель Организации Объединённых Наций, с помощью арбитра или группы арбитров, назначаемых председателем Международного суда. Было также решено, что группа военных наблюдателей продолжит наблюдение за прекращением огня в государстве.
Резолюция была принята восемью голосами при трёх воздержавшихся от Индии, Советского Союза и Югославии, при этом никто не голосовал против.